# Bezvučni glotalni frikativ
Bezvučni glotalni frikativ jest glas koji postoji u nekim jezicima, a u međunarodnoj fonetskoj abecedi za nj se rabi simbol [h].
Na globalnoj je razini nerijedak: pojavljuje se u velikoj većini germanskih jezika poput engleskog (he, house, hot), njemačkog (Heimat, Haus, heiß), islandskog (hús), danskog (hus), norveškog (hus) i tako dalje.
Kao fonem postoji i u tagaloškom, vijetnamskom, perzijskom, albanskom i mnogim drugim. Primjer su i japanski, turski i mađarski.
Glas je postojao i u antičkome grčkom jeziku gdje se pojavljivao samo na početku riječi i označavao spiritusom (ὑγρός – /hygrós/).
Po nekima u hrvatskome postoji kao alofon glasa /x/ pred drugim suglasnicima na početku riječi (primjerice, u riječi hmelj). Glas se pojavljuje u nekim štokavskim govorima kao izgovor hrvatskoga ⟨h⟩ uz faringealno [ħ] i velarno [x]. Točan izgovor ovisi o pojedincu.
Karakteristike su:
- po načinu tvorbe jest frikativ, ali mnogi fonetičari ne smatraju ga jednim jer često u jezicima nema konstrikcije pri izgovoru
- po mjestu tvorbe jest glotalni suglasnik (ipak, ako nema frikcije, znači da glasnice nisu mjesto njegove tvorbe)
- po zvučnosti jest bezvučan.